# Сидящий писец
Сидящий пи́сец (фр. Le Scribe accroupi) — одно из самых известных произведений древнеегипетской скульптуры. Скульптура изображает древнеегипетского писца за работой. Найдена 19 ноября 1850 года в Саккаре археологом Огюстом Мариетом. Датируется IV династией (2620—2500 годы до н. э.). На данный момент находится в Лувре, в Департаменте Древнего Египта (инв. № E 3023).
Скульптура выполнена из расписанного известняка. Глаза сделаны из кварца, магнезита и сплава меди с мышьяком.

## Описание
Фигура изображает собой писца. Он одет в белую юбку до колен. В руках писец держит свиток папируса. Лицо скульптуры более детализировано, по сравнению с гораздо менее детализированным корпусом. Ногти и пальцы сделаны очень детально.
Особенно детальны выполнены глаза скульптуры. Они сделаны из кусочков белого магнезита, с инкрустированными красными прожилками. Тыльная сторона глаз покрыта слоем органического материала, который одновременно придает чёрный цвет радужной оболочке и служит клеем. Брови нанесены тёмной краской.
У писца мягкое и слегка полноватое тело, что говорит о том, что он в хорошем состоянии и не нуждается в какой-либо физической работе. Он сидит со скрещенными ногами, что было бы его обычной позой на работе. Выражение его лица настороженное и внимательное, он смотрит на зрителя так, словно ждет, пока тот начнёт говорить. У писца на коленях лежит готовый свиток папируса, но тростниковая кисть, используемая для письма, отсутствует. Обе его руки лежат на коленях, правая рука указывает на бумагу, как будто он уже начал писать, наблюдая, как говорят другие. Он спокойно смотрит на зрителя своими черными очерченными глазами.

## История находки
Скульптура сидящего писца была обнаружена в Саккаре 19 ноября 1850 года, к северу от храма Серапису, французским археологом Огюстом Мариеттом. Точное место находки остается неизвестным, поскольку документ с описанием этих раскопок был опубликован посмертно, а оригинальный журнал раскопок был утерян.
По окончании раскопок, согласно распространённой практике того времени, находки были поделены между Египтом и Францией. Скульптура писца досталась Франции, и в 1854 году она была передана в коллекцию Лувра.

## Идентификация и датировка
Личность писца, послужившего прообразом для скульптуры остается неизвестной. Полукруглое основание скульптуры свидетельствует о том, что изначально она вписывалась в более крупный кусок камня, предположительно носивший имя писца. По стилю - необычные тонкие губы, широкая грудь и положение туловища - статуя датируется периодом IV династии (2620—2500 гг. до н. э.) и обычно ассоциируется с личностью Пехернефера. Датировка остается спорной, аргумент в пользу более ранней даты заключается в том, что статуя изображена в положении «писателя», в то время как после V династии писцы изображались в основном в позе «читателя».

## Галерея
- Вид сбоку
- Вид сзади
- Руки статуи